# Union pour une vie nouvelle
 (décembre 2024).
Si vous disposez d'ouvrages ou d'articles de référence ou si vous connaissez des sites web de qualité traitant du thème abordé ici, merci de compléter l'article en donnant les références utiles à sa vérifiabilité et en les liant à la section « Notes et références ».
 (décembre 2024).
L'Union pour une vie nouvelle est un parti béninois créé en 2005. Il a soutenu Boni Yayi lors de l'élection présidentielle de mars 2006. Son secrétaire général est Emmanuel Aho.